# Гранитный (Оренбургская область)
Гранитный — посёлок в Оренбургской области.

## Этимология
Название происходит от деятельности населения — добывания гранита.
Из него здесь делают щебень.

## Экономика
В посёлке есть обогатительная фабрика ЗАО «ОРМЕТ»(обогащение медно-цинковой руды),а также-предприятие по добыче гранита и щебёночный завод.

## Досуг и отдых
В населённом пункте есть много мест отдыха и досуга — клуб, дом культуры, озеро — куда летом ходят отдыхать люди.
Также у жителей посёлка имеются множество повествований связанных с историческими событиями,в основном связанных с военными и послевоенными временами.Ежегодно проводятся всевозможные молодёжные мероприятия, посвящённые улучшению посёлка, включающие в себя очистно-преобразовательные проекты по добровольному желанию жителей...

## Власть
Посёлок относится к Новоорскому сельскому поселению Новоорского района Оренбургской области.